# شمال بوري (دائرة انتخابية في المملكة المتحدة)
شمال بوري (بالإنجليزية: Bury North)‏ هي إحدى الدوائر الانتخابية في المملكة المتحدة الممثلة في مجلس العموم في برلمان المملكة المتحدة.
عضو البرلمان الذي يمثلها حالياً هو :Mr David Chaytor (Lab).